# Окупація Австро-Угорщиною Боснії і Герцеговини
Окупація Австро-Угорщиною Боснії і Герцеговини (нім. Okkupationsfeldzug in Bosnien) ― військова операція Збройних сил Австро-Угорщини для взяття під контроль Боснійського вілаєту Османської імперії, розпочата за результатами Берлінського конгресу в 1878 році.

## Передумови
У 1878 році, після закінчення російсько-турецької війни, був скликаний Берлінський конгрес великих держав, метою якого було територіально-політичне перевлаштування Балканського півострова в умовах поразки Османської імперії. Згідно ст. 25 заключного акту конгресу, Берлінського трактату, Австро-Угорщина отримала право на невизначений термін зайняти територію Боснії і Герцеговини, а також ввести військові формування в Новопазарський санджак (при формальному збереженні над цим регіоном турецького суверенітету). Рішення було прийнято для запобігання утворення на Балканах великої південнослов'янської держави проросійської орієнтації (яке виявилося б можливим у разі об'єднання Сербії і Чорногорії). Проти австро-угорської окупації Боснії активно виступали як Сербія, так і Османська імперія (але остання з часом отримала таємну угоду від австро-угорського міністра закордонних справ Дьюлі Андраші про те, що окупація розглядається його країною як «тимчасова»).

## Операція
Боснійський пашалик до моменту окупації являв собою територію площею 51 027 км² з населенням в 1 142 000 чоловік. 43% жителів становили православні серби, 18% — хорвати-католики, 39% — мусульмани (босняки). Хоча Дьюла Андраші вважав, що окупація регіону буде являти собою «прогулянку з духовою капелою», на ділі австро-угорська армія зіткнулася з серйозним збройним опором, яке виходило як з боку мусульман, так і з боку сербів (які до цього часу вже два роки вели повстанську боротьбу з турками за створення незалежної Сербії). 
Окупація була доручена 13 армійському корпусу під командуванням генерала Йосифа Філіповича фон Філіпсберга. 

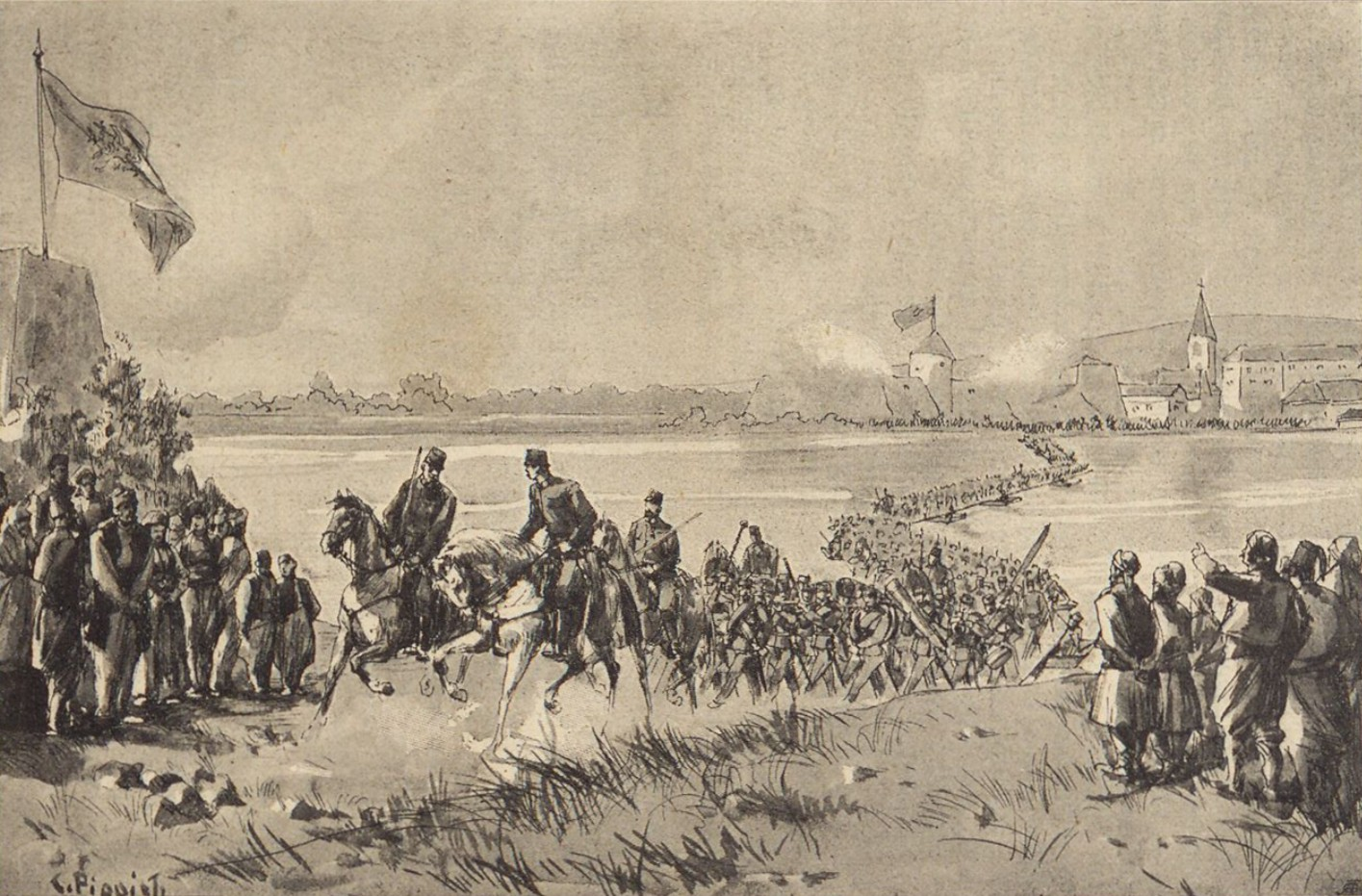
Переправа австро-угорської армії через річку Сава.

Операція почалася 29 липня 1878 року. 31 липня 13-й армійський корпус під командуванням Філіповича переправився через Саву біля Костайніци і Градишка. Біля Баня-Луки до них приєдналися 6-а піхотна дивізія Вільгельма фон Тегетгоффа, 7-а піхотна дивізія Вільгельма фон Вюртемберга і 20-а піхотна дивізія Ладіслава Сапари, вони рушили вздовж річки Врбас на Варкар-Вакуф і Яйце. В ході маршу австро-угорські підрозділи зіткнулися з спротивом мусульманських партизанів під командуванням дервіша Лойо-хаджі, до яких приєднувалися і військовослужбовці регулярної османської армії. 
3 серпня біля Маглая в засідку партизан потрапив гусарський ескадрон. Після цього інциденту командувач віддав наказ, відповідно до якого дозволялися страти повстанців. Через сильний опір Генеральний штаб Австро-Угорщини змушений був передислокувати в регіон бойових дій 36-у піхотну дивізію, яка була розміщена в Королівстві Хорватії і Славонії.

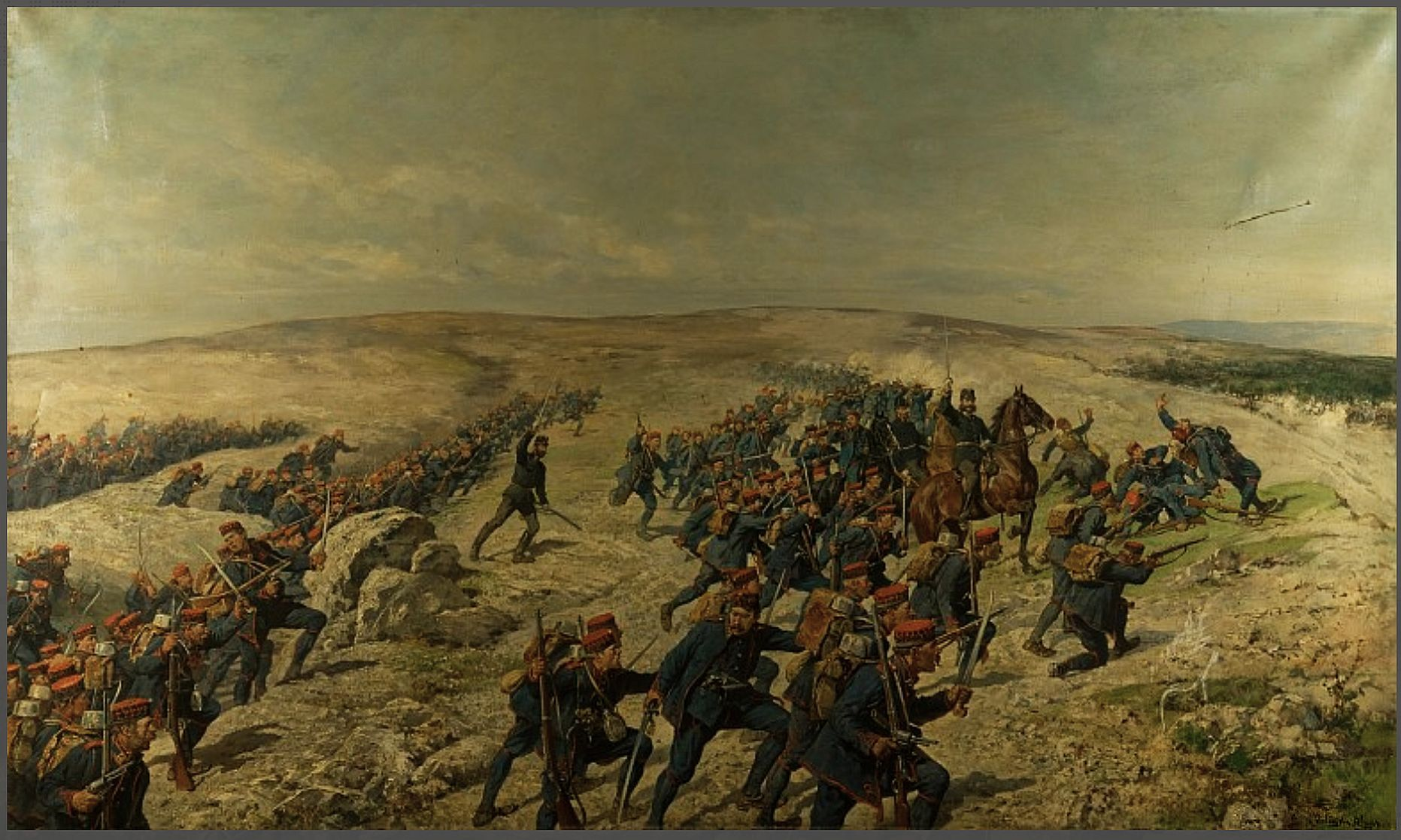
Далмаційські стрільці в Боснії. Юліус фон Блаас.

5 серпня незалежно діяча 18-а Далмаційська дивізія в числі 9000 військових, під командуванням генерала Стефана фон Йовановича, що наступала уздовж Неретви, зайняла Мостар. 

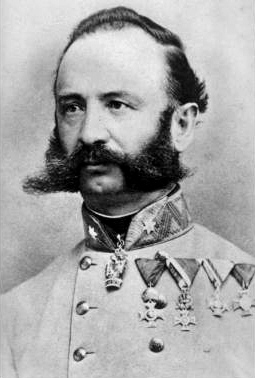
Йосиф Філіпович фон Філіпсберг

7 серпня поблизу Яйце боснійці дали відкритий бій, наступаючій 7-й піхотній дивізії, в ході якого війська Філіповича втратили понад 600 осіб. 
13 серпня боснійські партизани в районі Нови-Граду здійснили напад на підрозділ угорського піхотного полку, в ході якого загинули більше 70 солдатів і офіцерів. В австро-угорської пресі партизанські акції називалися «нецивілізованими» і «зрадницькими». У зв'язку з тим, що військові дії набули широкомасштабний характер, до операції були залучені додатково 3, 4 і 5 армійські корпуси. 
18 серпня Філіпович віддав наказ про арешт османського губернатора провінції - Хафіза-паші. 
19 серпня столицю пашалика — Сараєво було захоплено після артилерійського вогню з 52 гармат та жорстоких вуличних боїв. Йозеф Філіпович, згідно з офіційними даними, втратив 54 людини убитими і 314 пораненими; втрати захисників міста оцінювалися більш ніж в 300 чоловік. Після захоплення міста розпочалися численні страти взятих в полон боснійців. Після залишення Сараєво, повстанці відійшли в довколишні гори і чинили опір ще протягом декількох тижнів. 
Взяття під контроль території провінції зайняло кілька місяців. Велика-Кладуша була зайнята лише до 20 жовтня. Лойо-хаджі був узятий в полон 5 жовтня солдатами 37 угорського піхотного полку ерцгерцога Йосифа в ущелині річки Рокитниці неподалік від Рогатіци. Лідер повстанців був засуджений до смерті, проте в подальшому помилуваний з заміною покарання на 5 років ув'язнення. 
Надалі підготовка і проведення операції були піддані критиці. Зазначалося, що Австро-Угорщина в результаті привернула до неї в цілому 5 армійських корпусів загальною чисельністю 153 тис. солдатів і офіцерів, тоді як їм, протистояли 79 тис. повстанців і 13 800 військовослужбовців регулярної османської армії. Загальні втрати Австро-Угорщини склали близько 5000 чоловік, з яких близько 1000 загинули.

## Наслідки
Оскільки територія Боснії і Герцеговини не була предметом Австро-угорського компромісу, вона не увійшла до складу ні австрійської, ні угорської частин імперії, а була передана в цивільне управління загальноімперському міністерству фінансів; одночасно був призначений військовий губернатор. Тривалий час на зайнятій території відзначалися спалахи заворушень. До 1908 року провінція перебувала формально в кондомініумі Австро-Угорщини та Османської імперії. Потім було прийнято рішення про анексію цієї території (див. Боснійська криза), після чого вона увійшла до складу Австро-Угорщини в якості відокремленого адміністративно-територіального суб'єкта. 
У 1914 році в Сараєво в результаті замаху сербських націоналістів був убитий спадкоємець австрійського і угорського престолів ерцгерцог Франц Фердинанд. Ця подія стала приводом до Першої світової війні.